# حکایت‌های دو لا فونتن

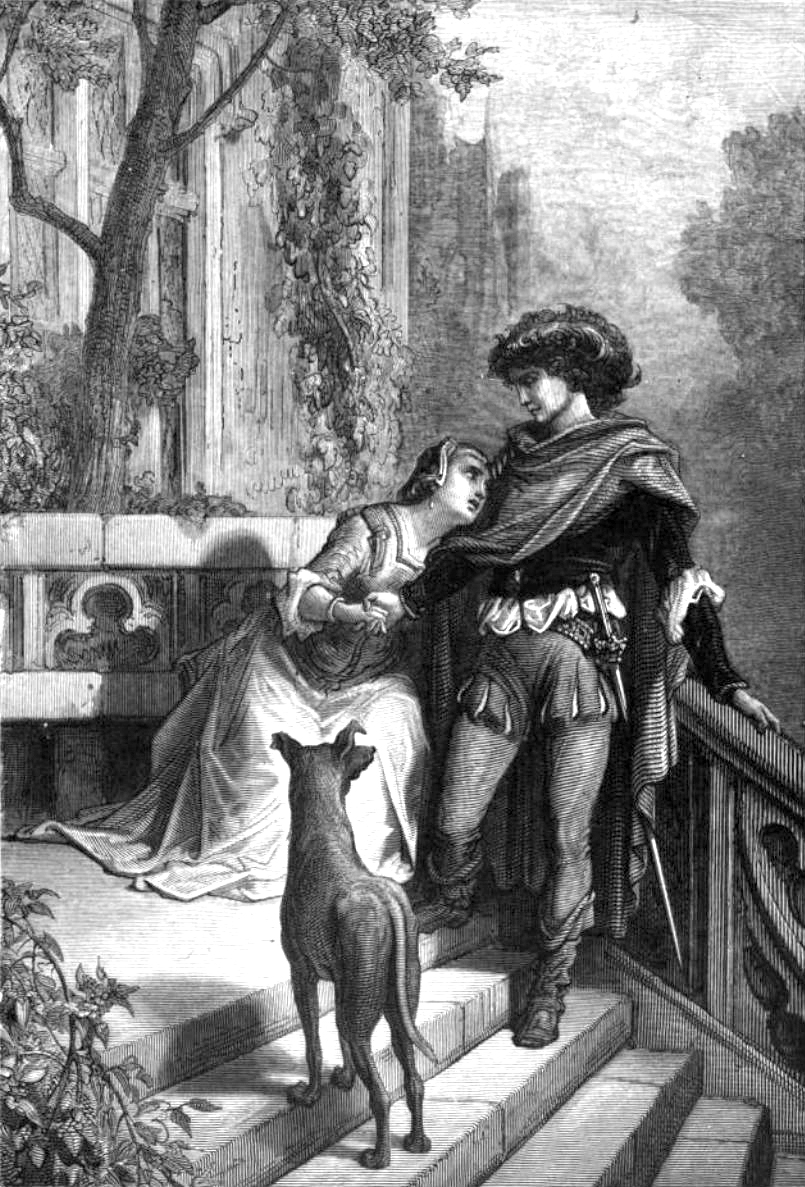
تصویر دو کبوتر از گوستاو دوره.

حکایت‌های دو لا فونتن  (Fables de La Fontaine)اثری است از ژان دو لا فونتن حکایت‌نویس فرانسوی که بین سال‌های ۱۶۶۸ و ۱۶۷۸ نگاشته شده‌است. این مجموعه شامل ۲۴۳ حکایت منظوم است. بیشتر این حکایات از زبان حیوانات بیان شده و با نکته‌ای اخلاقی و پندآموز شروع یا پایان می‌یابد.

## منبع قصه ها
شش کتاب اول که در سال 1668 گردآوری شد، عمدتاً از افسانه‌نویسان کلاسیک ازوپ، بابریوس و فادروس اقتباس شده بود. در این موارد، لافونتن با کمی نزدیکی به مسیر پیشینیان خود پایبند بود. اما در مجموعه‌های بعدی او به خود آزادی بسیار بیشتری داد و در کتاب‌های بعدی طیف وسیع‌تری از منابع وجود دارد.
در کتاب‌های متأخر، به‌اصطلاح بیدپای هندی برای افسانه‌های شرقی که از طریق ترجمه‌هایی از فارسی به فرانسوی‌ها آمده بود، استفاده می‌شود.  محتمل ترین منبع لافونتن نسخه مستعار گیلبرت گاولمین (1585-1665) با عنوان کتاب روشنگری یا رفتار پادشاهان (به فرانسوی: Le Livre des lumières ou la Conduite des Roys, composée par le sage Pilpay Indien) بود. , traduite en français par David Sahid, d'Ispahan, ville capitale de Perse؛ 1644). ترجمه دیگری از پدر پیر پوسینز در سال 1666 با عنوان لاتین Specimen sapientiae Indorum veterum (نمونه ای از خرد هند باستان) منتشر شد. با شجره نامه ای که به پانچاتانترای هندی برمی گردد، سپس آنها را به بیدپای (پیلپای) نسبت دادند، که لافونتن در مقدمه دومین مجموعه افسانه هایش، بیش از حقش به او داده است: «باید اذعان کنم که بزرگترین را مدیونم. بخشی به پیلپای، حکیم هندی. (فرانسوی: Je dirai par reconnaissance que j’en dois la plus grande partie à Pilpay sage indien.) منابع او در واقع بسیار متنوع ترند و به هیچ وجه عمدتاً شرقی نیستند. از 89 افسانه، بیش از بیست مورد در مجموعه بیدپای یافت نمی شود.
آوینوس و هوراس نیز در کتاب‌های بعدی به همراه نویسندگان پیشین فرانسوی رابله، کلمان مارو، ماتورین رگنیه و بوناونچر دِ پریرس مورد توجه قرار گرفته‌اند. کمدی‌های بوکاچیو، آریوستو، تاسو و ماکیاولی نیز منبع بودند. رویدادهای معاصر نیز گهگاه مورد توجه قرار می‌گرفتند، برای مثال تصادفی در مراسم تشییع جنازه M. de Boufflers (vii, II). هیچ افسانه ای، تا آنجا که به نظر می رسد، اختراع لافونتن نیست، و لافونتن پیشینیان بسیاری در این ژانر، به ویژه در افسانه جانوران، داشت.

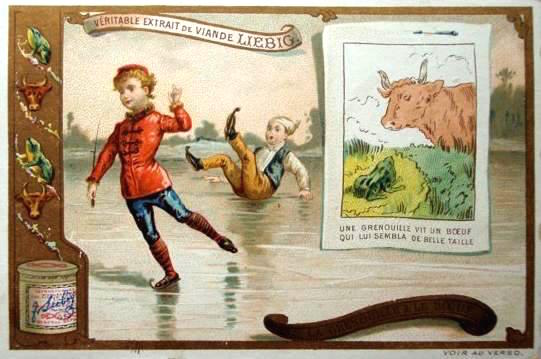
'قورباغه ای که می خواست به اندازه گاو بزرگ باشد' قرن 19